# St. Laurentius (Leinach)

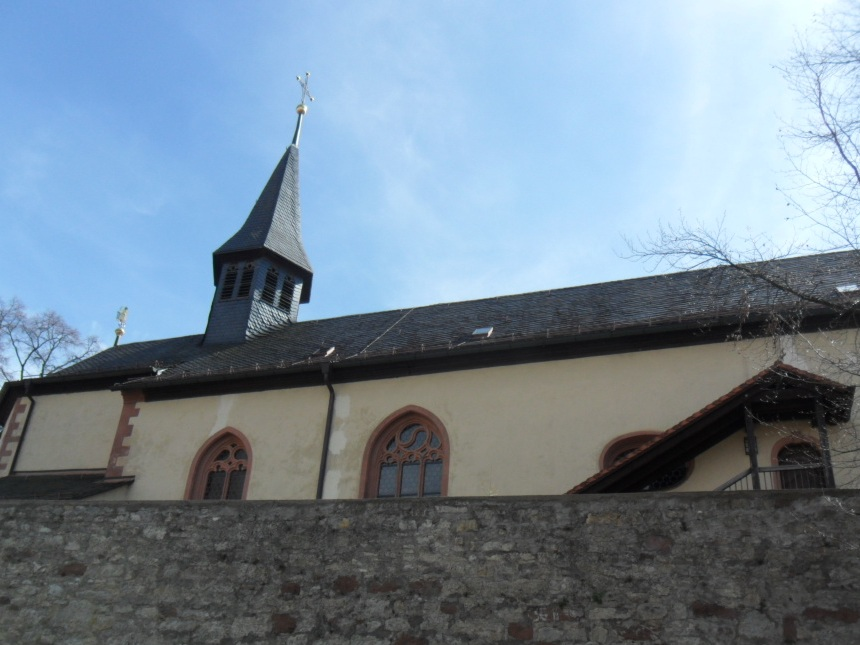
St. Laurentius (2013)

Die Kirche St. Laurentius ist eine nach dem heiligen Laurentius benannte römisch-katholische Kirche in Leinach im Landkreis Würzburg.

## Lage
Die Laurentiuskirche liegt in Leinach im ehemaligen Gemeindeteil Oberleinach. Ihre Adresse lautet Kirchgasse 11.

## Geschichte
Die im Dreißigjährigen Krieg den Zerstörungen durch die Schweden im Jahr 1631 anheimgefallene und 1641 ganz zusammengestürzte, 1363 erstmals als Capella Beati Laurentii genannte, bestand angeblich seit 1136 (Jahreszahl auf dem Portal). Sie wurde 1658 unter dem Unterleinacher Pfarrer Johann Prätorius wiederaufgebaut.
Die Pfarrei St. Laurentius besteht seit dem 27. Dezember 1825, wodurch St. Laurentius Pfarrkirche wurde. Oberleinach war vom 15. Jahrhundert bis 1825 Filiale der Pfarrei Unterleinach, es besteht allerdings die Möglichkeit, dass St. Laurentius bereits im 15. Jahrhundert wenigstens zeitweise Pfarrkirche gewesen ist. Ab 1969 wurde die Pfarrei St. Laurentius wieder von Unterleinach aus betreut. Unter dem Pfarrer Bötsch und nach dessen Weggang 1969 weitergeführt von Paul-Werner Scheele sowie den Pfarrverwesern Lutze und Frühmorgen bestand bis April 1990 eine Pfarrbücherei.
Umfangreiche Restaurierungsarbeiten leitete der Jesuit, Theologe, Priester, Literatur- und Kunsthistoriker und Künstler Ernst Lutze (1910–1983), der nach einer 1960 begonnenen Lehrtätigkeit als Professor für deutsche Literatur und europäische Geistesgeschichte an der Sophia-Universität in Tokio 1971 als Seelsorger das Pfarrhaus in Oberleinach bezogen hatte und 1983 im Priestergrab Oberleinachs bestattet wurde. Fortgeführt wurde sein Werk von dem am Würzburger Friedrich-Koenig-Gymnasium tätigen Oberstudiendirektor Karl-Heinz Frühmorgen (* 1938), der von 1983 bis Januar 1996 als Pfarrverweser und Seelsorger in Oberleinach tätig war. Zum Abschluss der 1972 begonnenen umfangreichen Renovierung wurde am 18. Juli 1987 ein neuer Altar durch Paul-Werner Scheele, den Diözesanbischof Würzburgs, geweiht.
Im Jahr 1959 wurde ein neues Pfarrhaus errichtet, welches das 1804 bereits geplante, aber erst nach 1816 gebaute und 1973 abgetragene alte ersetzte.

## Bauwerk und Ausstattung
Das als Denkmal gelistete Bauwerk ist ein romanischer Saalbau einer ehemaligen Kirchenburg mit Zwingermauer und mit eingezogenem Chor. Errichtet wurde die Kirche im ersten Viertel des 12. Jahrhunderts angeblich durch das Geschlecht der „Rech von Leinach“, 1608/1609 erhöht und 1734 nach Westen verlängert. Der 1723 niedergebrannte Turm wurde durch einen Dachreiter mit Spitzhelm ersetzt.
In der Kirche befindet sich unter anderem ein altes Tafelbild mit den Vierzehn Nothelfern über der Eingangstür und eine als Tragefigur auf der Empore fungierende Statue des St. Urban. Die barocke Kanzel auf der rechten Seite entstand wie die ihr gegenüberliegende Kreuzigungsgruppe um 1700. Statt der ehemaligen barocken Altäre aus dem Jahr 1727 kamen 1894 durch den Pfarrer Franz Xaver Düchs (1863–1929) angeschaffte neugotische Altäre in die Kirche, welche aber bei der Umgestaltung unter dem Pfarrer Michael Wack im Jahr 1952, abgesehen von der von „Meister Drießler“ geschaffenen Laurentiusfigur des rechten Seitenaltars, wieder entfernt wurden. Der gegenüber befindliche Marienaltar ist mit einer spätgotischen, um 1480 geschaffenen, Madonna der Kölner Schule versehen.
Weitere Kunstwerke sind ein von dem Nürnberger Patrizier Sebald Rech von Rechenberg geschenkter und 1530 als Bronze-Gelbguss entstandener Osterleuchter aus der führenden Nürnberger Gießhütte von Peter Vischer und eine wie das Sakramentshaus aus Sandstein um 1400 geschaffene, den Völkerapostel Paulus darstellende Skulptur im Chor.
Die Orgel wurde 1951 von der Orgelwerkstatt Gustav Weiß & Söhne (Zellingen) gebaut. Sie verfügt über 18 Register auf zwei Manualen und Pedal. 1999 wurde das Instrument von Martin Karle (Zellingen) restauriert.
Die älteste Kirchenglocke des Oberleinacher Gotteshauses stammt aus dem 15. Jahrhundert und wurde nach dem Evangelisten Matthäus benannt.